# Diplodina semi-immersa
Diplodina semi-immersa är en svampart som beskrevs av P. Karst. & Har. 1890. Diplodina semi-immersa ingår i släktet Diplodina och familjen Gnomoniaceae.   Inga underarter finns listade i Catalogue of Life.